# Mykolajiwka (Dnipro)
Mykolajiwka (ukrainisch Миколаївка; russisch Николаевка Nikolajewka) ist ein Dorf in der ukrainischen Oblast Dnipropetrowsk mit etwa 1200 Einwohnern (2015).

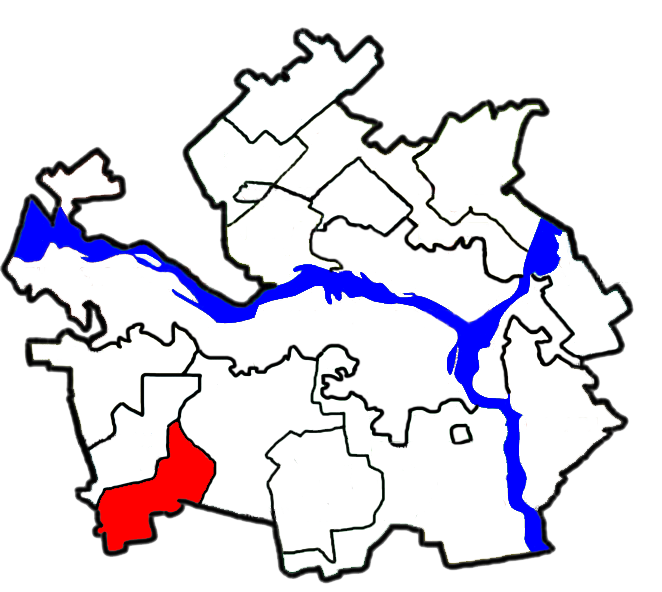
Gemeindegebiet der Landratsgemeinde Mykolajiwka innerhalb des Rajon Dnipro

Das Dorf liegt nördlich von Sursko-Mychajliwka am Ufer der Sucha Sura (Суха Сура), einem 41 Kilometer langen Nebenfluss der Mokra Sura, 33 km südwestlich vom Oblastzentrum Dnipro.
Durch Mykolajiwka verläuft die Fernstraße M 04 / E 50 und die Territorialstraße T–04–17.

## Verwaltungsgliederung
Am 12. Juni 2020 wurde das Dorf zum Zentrum der neugegründeten Landgemeinde Mykolajiwka (Миколаївська сільська громада/Mykolajiwska silska hromada). Zu dieser zählen auch die 7 in der untenstehenden Tabelle aufgelisteten Dörfer sowie die 2 Ansiedlungen Horkoho und Schewtschenko, bis dahin bildete es zusammen mit dem Dorf Surske die gleichnamige Landratsgemeinde Mykolajiwka (Миколаївська сільська рада/Mykolajiwska silska rada) im Südwesten des Rajons Dnipro.
Folgende Orte sind neben dem Hauptort Mykolajiwka Teil der Gemeinde:
| Name                     | Name          | Name                              |
| ukrainisch transkribiert | ukrainisch    | russisch                          |
| ------------------------ | ------------- | --------------------------------- |
| Blahowischtschenka       | Благовіщенка  | Благовещенка (Blagoweschtschenke) |
| Dolynske                 | Долинське     | Долинское (Dolinskoje)            |
| Horkoho                  | Горького      | Горького (Gorkoho)                |
| Nowe                     | Нове          | Новое (Nowoje)                    |
| Nowotaromske             | Новотаромське | Новотаромское (Nowotaromskoje)    |
| Paschena Balka           | Пашена Балка  | Пашена Балка                      |
| Schewtschenko            | Шевченко      | Шевченко                          |
| Stepowe                  | Степове       | Степовое (Stepowoje)              |
| Surske                   | Сурське       | Сурское (Surskoje)                |